# Leuculodes lephassa
Leuculodes lephassa är en fjärilsart som beskrevs av Druce 1897. Leuculodes lephassa ingår i släktet Leuculodes och familjen Doidae. Inga underarter finns listade i Catalogue of Life.